# Ustawa Morrilla
Ustawa Morrilla, The Morrill Act, Original Morrill Act, First Morrill Act – ustawa uchwalona przez Kongres Stanów Zjednoczonych w 1862, mająca na celu wsparcie zachodnich stanów USA i ich rozwoju edukacyjnego. Podstawą amerykańskiej myśli demokratycznej jest bowiem równomierna potrzeba dostępu do przynajmniej podstawowej edukacji. Po 1860 roku dostęp do wyższej edukacji stał się bardziej przystępny i wielu polityków i pedagogów zapragnęło dać możliwość kolejnym młodym Amerykanom nabycia wyższego wykształcenia.
Zainicjowana przez kongresmena z Vermont Justina Morrilla, który ubiegał się o nią od 1857, ustawa dała każdemu stanowi, który pozostał w Unii, grant w wysokości 30 000 akrów z ziem państwowych przypadających na każdego przedstawiciela stanu w Kongresie. Zgodnie z Konstytucją na każdy stan przypadało przynajmniej 2 senatorów i 1 przedstawiciel w Izbie Reprezentantów, stąd też nawet najmniejszy stan otrzymywał 90 000 akrów. Ziemia ta była sprzedawana, a za zyskane w ten sposób pieniądze miały powstawać szkoły (colleges) o profilach inżynieryjnym, rolniczym i wojskowym. W ten sposób zainicjowano działanie ponad 70 nowych szkół, a niektóre z nich z czasem przekształciły się w funkcjonujące po dziś dzień uniwersytety.
W roku 1890 wydana została tzw. Druga ustawa Morrilla (ang. Second Morrill Act).